# Горна Битиня
Горна Битиня (на албански: Bitia e Epërme; на сръбски: Горња Битиња) е село в Косово, разположено в община Щръбце, окръг Феризово. Намира се на 1087 метра надморска височина. Населението според преброяването през 2011 г. е 329 души, от тях: 195 (59,27 %) албанци и 134 (40,72 %) сърби.

## Население
Численост на населението според преброяванията през годините:
- 1948 – 484 души
- 1953 – 525 души
- 1961 – 522 души
- 1971 – 550 души
- 1981 – 568 души
- 1991 – 602 души
- 2011 – 329 души